# امپراتوری چین (مجموعه تلویزیونی)
امپراتوری چین (انگلیسی: The Qin Empire) نام یک سریال تلویزیونی محصول سال ۲۰۰۹ کشور چین است. این سریال از روی کتاب رُمانی به همین نام ساخته شده است.

## داستان
سریال امپراطوری چین داستان زندگی اینگ جی فرمانروای نوظهور سرزمین چین است او سعی می‌کند با بها دادن به افراد مستعد و شایسته قلمرو خود، چین را به کشوری قدرتمند تبدیل کند او برای رسیدن به هدفش از وزیری باهوش و زیرک به نام جانگ ای استفاده می‌کند و با قدرت نظامی جنگجویان چینی و سیاست‌های خاص جانگ ای کشور را به قدرت بزرگ منطقه تبدیل می‌کند این سریال بیشتر به اقدامات اینگ جی برای گسترش قلمرو خوداستراتژی‌هایی که در این راه به کار می‌گیرد و روابط دربار او در این دوره می‌پردازد.